# El banquete de bodas
El banquete de bodas (en chino, 喜宴; pinyin, Xǐyàn; Wade-Giles: Hsi yen), estrenada en 1993, es una película que trata de un inmigrante homosexual chino que vive en EE. UU. y tiene que casarse con una mujer para contentar a sus padres en Taiwán y de paso conseguir para la mujer un visado. La llegada de sus padres a EE. UU. para asistir a la boda complica los planes iniciales hasta niveles inesperados.
La película está dirigida por Ang Lee y actúan entre otros Winston Chao, May Chin, Ah Lei Gua, Dion Birney, Sihung Lung y Mitchell Lichtenstein. Ang Lee también tiene una pequeña aparición como invitado a la boda. Debido al bajo presupuesto disponible, la película se rodó con luz natural. Está rodada en inglés y chino y los diálogos no fueron doblados a la otra lengua, solamente subtitulados.
Ganó el premio a la mejor película en el Festival de Cine de Berlín en 1993. También fue nominada al Oscar a la mejor película en lengua extranjera.

## Resumen
Wai-tun Gao (Winston Chao) y Simon (Mitchell Lichtenstein) son una feliz pareja homosexual que vive en Manhattan. Wai-tung se acerca a los 30, así que sus padres taiwaneses (Sihung Lung and Ah-Leh Gua) están impacientes por verlo casado y con hijos. Para satisfacerlos, los engaña y les dice que se casará dentro de poco.
Los padres deciden sorprenderlo con una visita para el feliz acontecimiento. Wai-tun no se atreve a confesar su homosexualidad, ya que el padre se ha recuperado hace poco de un ataque al corazón y decide seguir con la boda. Tras algunos incidentes, se celebra una gran boda con Wei-wei (May Chin), una artista china que no puede pagar su alquiler y que necesita un visado. Wei-wei se enamora de Wai-tun y la noche de bodas, ebrios, tienen una relación sexual. 
Todas estas circunstancias llevan a que la relación entre Simon y Wai-tun se deteriore y más aún cuando Wei-wei se queda embarazada. Sin embargo, antes de que la relación se rompa, el padre de Wai-tun confiesa en secreto a Simon que sabe que es la pareja de su hijo y que aprecia el gran sacrificio que ha hecho. El padre entrega a Simon el hongbao, que en la tradición china es una forma de admitir a una persona como la pareja del hijo, pero le hace prometer que todo se mantendrá en secreto.
La película termina con la decisión de Wei-wei de tener el niño y de Simon y Wai-tun, como pareja, de ejercer junto a la madre de padres del niño. La escena final es la partida de los padres de Wai-tun.